# Vũ Kim Tuấn
Vũ Kim Tuấn là nhà toán học người Việt, giáo sư ở Khoa Toán Đại học West Georgia, Mỹ. Ông đạt được huy chương bạc Olympic toán học quốc tế năm 1978.

## Sự nghiệp
Năm 1975, Vũ Kim Tuấn đã đỗ thủ khoa vào trường chuyên Toán của Bộ Giáo dục với số điểm tuyệt đối 20/20 và được phân về Khối chuyên Toán trường Đại học Sư phạm Hà Nội.
Ông đạt được huy chương bạc Olympic toán học quốc tế năm 1978 tại Bucharest, Romania với số điểm 30/42 sắp thứ nhất trong đoàn Việt Nam.
Năm 1979, ông sang được cử đi du học tại Đại học Quốc gia Belarus (Minsk) và tốt nghiệp hạng xuất sắc ở trường này năm 1984. Trong quá trình học ông ba lần đạt giải nhất Olympic toán học sinh viên Belarus và đạt giải ba Olympic toán sinh viên toàn liên bang Xô viết. Cũng trong thời gian từ năm 1982 đến 1984 ông đã công bố đến 7 công trình nghiên cứu với hai giáo sư nổi tiếng trong trường là Oleg Marichev và Anatoly Kilbas.
Chỉ một năm sau, năm 1985, ông bảo vệ luận văn tiến sĩ thành công với nhan đề "Некоторые вопросы теории и приложений функций гипергеометрического типа" (tạm dịch: Các vấn đề lý thuyết và ứng dụng của các hàm hypergeometric) dưới sự hướng dẫn của GS Oleg Marichev tại Đại học Quốc gia Belarus. Hai năm sau đó (1987) ông tiếp tục bảo vệ thành công luận văn tiến sĩ khoa học nhan đề "Интегральные преобразования и их композиционная структура" (Các biến đổi tích phân và cấu trúc hợp của chúng) khi vừa mới 26 tuổi.
Từ năm 1989 đến 1993, ông làm việc tại Viện Toán học. Ông nhận Học bổng Humboldt danh giá (Alexander von Humboldt Postdoctoral Fellowship) năm 1993 và làm sau tiến sĩ (postdoc) tại trường Đại học Tự do Berlin.
Các năm 1994-2003 ông lần lượt giữ chức PGS. và GS. của Đại học Kuwait.
Từ năm 2003 đến nay, ông là giáo sư đặc biệt ở Khoa Toán Đại học West Georgia, Mỹ.

## Đóng góp
Ông là chuyên gia về biến đổi tích phân, các hàm đặc biệt và giải tích số với hơn 180 công trình nghiên cứu đăng trên các tạp chí quốc tế hàng đầu. Ông tham gia ban biên tập của các tạp chí Toán học quốc tế như "Integral Transforms and Special Functions", "Fractional Differential Calculus", "Acta Mathematica Vietnamica", v.v...
Ông vẫn giữ quan hệ khoa học với Viện Toán học Việt Nam, đồng thời đã tham gia tổ chức và báo cáo tại một số hội nghị Toán quốc tế ở Việt Nam, và được mời làm thành viên trong ban giám khảo cuộc thi Olympic toán học quốc tế lần thứ 48, lần đầu tiên được tổ chức tại Việt Nam.

## Phát biểu
Trong một buổi trò chuyện với các trí thức khoa học Việt Nam đang công tác tại nước ngoài với Bộ trưởng Nguyễn Thiện Nhân năm 2007:
Những lưu học sinh Việt Nam xuất sắc sau khi tốt nghiệp phải được ở lại các nước phát triển để làm việc. Trong khi đó, các học bổng của ta như đề án 322 đều yêu cầu lưu học sinh phải về nước ngay sau khi tốt nghiệp. Điều này làm mất cơ hội phát triển chín muồi về khoa học của họ - GS. Vũ Kim Tuấn (Đại học West Georgia, Mỹ).